# Boston (Nueva York)
Boston es un pueblo ubicado en el condado de Erie en el estado estadounidense de Nueva York. En el año 2000 tenía una población de 7897 habitantes y una densidad poblacional de 85,3 personas por km².

## Geografía
Boston se encuentra ubicado en las coordenadas 42°37′44″N 78°44′15″O / 42.62889, -78.73750.

## Demografía
Según la Oficina del Censo en 2000 los ingresos medios por hogar en la localidad eran de $48 315, y los ingresos medios por familia eran $57 714. Los hombres tenían unos ingresos medios de $42 101 frente a los $27 798 para las mujeres. La renta per cápita para la localidad era de $21 303. Alrededor del 5,9% de la población estaban por debajo del umbral de pobreza.